# Куслан Будиман
Куслан Будиман (индон. Kuslan Budiman; 6 апреля 1935, Тренггалек, Восточная Ява — 6 декабря 2018 г., Нарден) — индонезийский художник и поэт, писавший на индонезийском и яванском языках и проживавший с 1965 г. в эмиграции (КНР, СССР, Нидерланды).

## Краткая биография
Рано осиротев, он покинул дом, был «мальчиком», посыльным, а в годы борьбы за независимость — партизанским связным. Пристрастившись к рисованию, Куслан занимался в самодеятельной художественной студии. В 1954 г. работал учителем в одной из школ Мадиуна. В 1962 г. окончил Академию изобразительного искусства в Джокьякарте. Примыкал к Обществу народной культуры (Лекра), которое было под влиянием Компартии Индонезии. В 1965 г. был направлен в Пекинский институт иностранных языков для изучения китайского языка. В связи с антикоммунистическим переворотом в сентябре 1965 г. не мог вернуться на родину из-за опасения репрессий. Оставался в Китае до 1971 г., где первое время (1966 г.) занимался также в Центральной академии драмы и оперы. В 1971—1991 гг. находился в Советском Союзе, где закончил Московское высшее художественно-промышленное училище, получив звание магистра искусствоведения (1977). Работал в Текстильном институте дизайнером ткани, преподавал индонезийский язык в ИСАА МГУ им. М. В. Ломоносова. В 1991 г. переехал в Голландию, где обосновался в г. Нардене.

## Творчество
Мастер акварели и графики. Выступил как талантливый иллюстратор многих изданных в Индонезии до 1965 г. книг. В 1961 г. вместе с другими художниками левого направления (Амрус Наталша, Мисбах Тамрин, Адрианус Гумелар, Иса Хасанда и др.) создал художественную мастерскую «Буми Тарунг» (Земля борьбы) в Джокьякарте, был её секретарём. Не оставлял живопись и в эмиграции. В 1978 г. 11 акварелей Куслана Будимана приобрёл Государственный музей искусства народов Востока в Москве. В 1979 году в «Строгановке» состоялась персональная выставка акварелей художника (34 работы). В 1986 г. его акварели экспонировались в составе выставки «Искусство Востока в борьбе за мир и гуманизм» в Музее Востока.
Публиковался с 1955 г. (стихи, рассказы, эссе в газетах и журналах). Особенно известны повести для детей (например, «Си Диди — сын крестьянина», 1964). После эмиграции в Голландию печатал стихи в ежеквартальных эмигрантских журналах «Arena» (осн. В 1990 г.) и « Kreasi» или «Kreasi Sastra Dan Seni» (осн. в 1989 г.). В 2005 г. издал автобиографическую повесть «Флаг все еще развевается». Находясь в СССР, переводил на индонезийский стихи А. С. Пушкина, М. Ю. Лермонтова, А. А. Ахматовой, Е. Евтушенко, Р. Гамзатова, которые, однако, не были напечатаны (рукопись хранится в коллекции В. В. Сикорского).

## Впечатление
Окутанные туманом вершины гор, деревни в свете утренней зари, гигантские летучие мыши на фоне багрового предзакатного неба, взморье, где шуму прибоя вторит шелест кокосовых пальм, море и неразлучные с ним рыбацкие лодки «прау» — все эти картины природы переданы художником с подлинной выразительностью и лиризмом. Ему присуще тонкое чувство цвета и воздушной перспективы. Произведения Куслана, как и работы многих его талантливых земляков, обнаруживая черты неповторимого колорита, говорят о творческом освоении приемов современной живописи индонезийскими мастерами кисти". — .- Борис Парникель

## Публикации
- Si Didi anak petani. Djakarta: Jajasan Kebudajaan Sadar, 1964.
- Rindu Bunganya Cinta: Empat Kumpulan Sajak, 1977.
- Senja di kota tua: tiga kumpulan sajak, 1978.
- Komune: sebuah sketsa, 1978.
- Bekas tanpa akhir. Москва, 1986 (ротапринтное издание)
- Культурная жизнь Джокьякарты в начале шестидесятых годов XX века (Перевод с индон. О. М. Матвеева) // Яванская культура: к характеристике крупнейшего этноса Юго-Восточной Азии. Малайско-индонезийские исследования, III. М.: Русское географическое общество, 1989, с. 38-49.
- Kabar sakaparan: kumpulan geguritan, 1991 (на яванском языке).
- Tanah kelahiran: kumpulan sajak. Amsterdam: Stichting Budaya, 1994 (Kreasi No.20) (первое ротапринтное издание, Москва, 1986).
- Di Negeri Orang: Puisi Penyair Indonesia Eksil. Jakarta: Lontar Foundation, Amanah, 2002.
- Stories From Exile, Menagerie 6: Indonesian in Exile. Jakarta: Lontar Foundation, 2004.
- Bendera Itu Masih Berkibar: Kisah-Kisah Rakyat Tertindas Jaman Belanda, Jepang, dan Perjuangan Kemerdekaan. Jakarta: Suara Bebas, 2005 (автобиографическая повесть)